# Marpissa pomatia
Marpissa pomatia es una especie de araña saltarina del género Marpissa, familia Salticidae. Fue descrita científicamente por Walckenaer en 1802.
Habita en Europa, Turquía, Cáucaso, Rusia (Europa al Lejano Oriente), Asia Central, Afganistán, China, Corea y Japón. Las hembras pueden medir 2,8 a 3,3 milímetros y los machos 6,2 a 7,3 milímetros.